# Placidus Mally

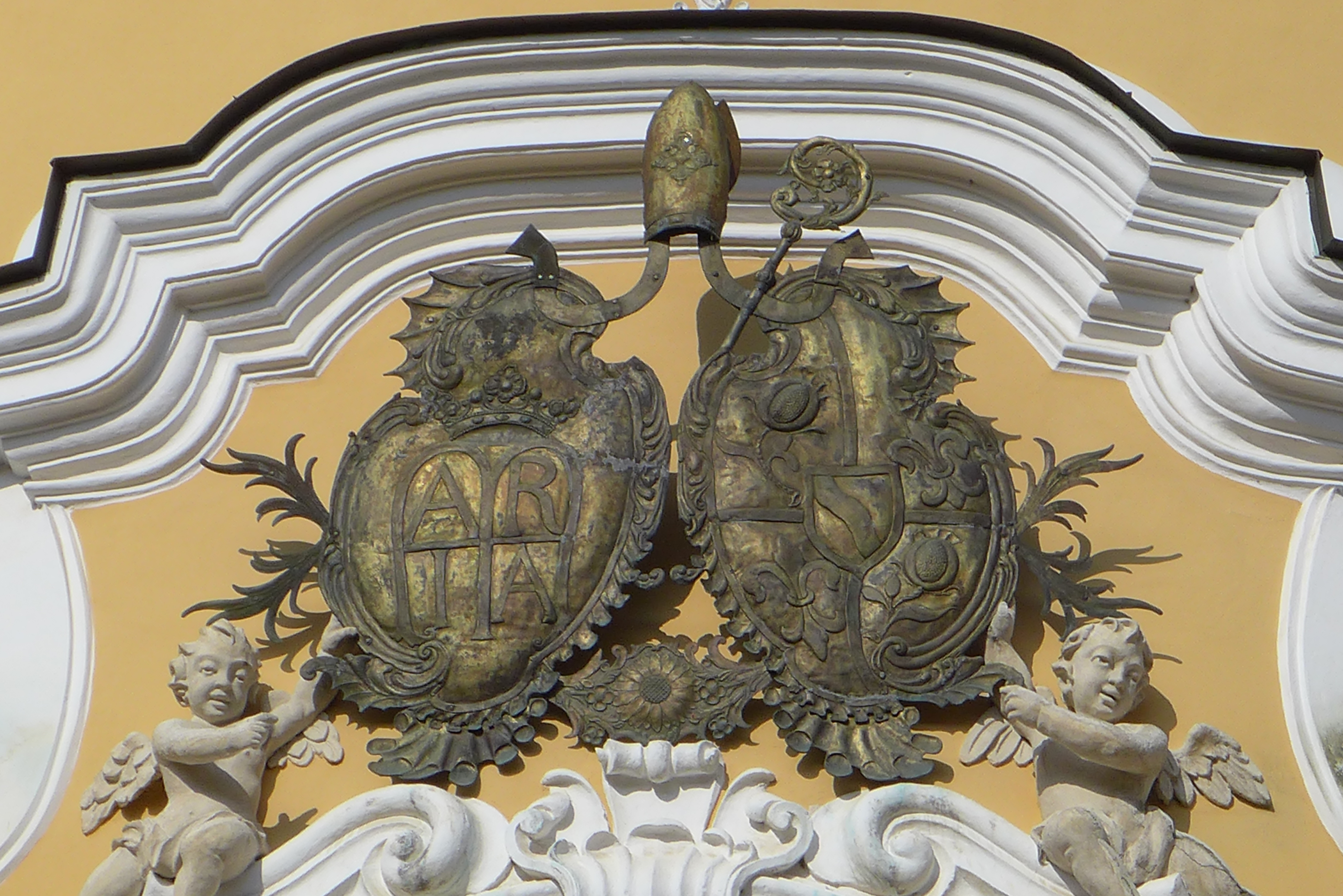
Das Wappen des Stiftes und des Abtes Placidus Mally an der Fassade der Stiftskirche.

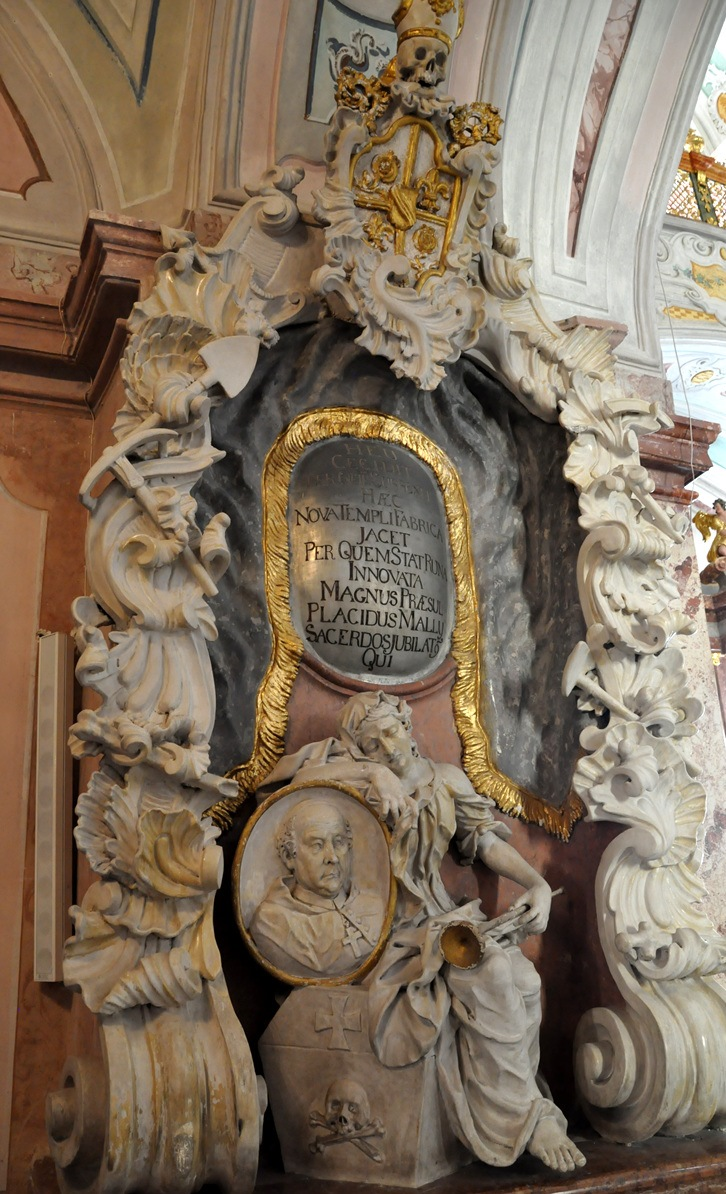
Das Grabmal Placidus Mallys im Inneren der Stiftskirche.

Placidus Mally OCist (* 6. Mai 1670 in Graz; † 14. Februar 1745) war ein österreichischer Geistlicher und der 42. Abt des Zisterzienserstiftes Rein in der Steiermark.

## Leben
Placidus Mally wurde am 6. Mai 1670 als Sohn eines Bäckers in Graz geboren und verwaiste noch in jungen Jahren. Er studierte an den Universitäten Laibach und Graz und trat nach der Priesterweihe (1694) im Jahre 1698 in das Stift Rein ein. Hier legte er am 4. Oktober 1699 die Profess ab, war danach ein Jahr Sakristan, dann Kooperator in Semriach und stieg 1701 zum Subprior im Stift auf. Nach dem Ableben des bisherigen Abtes von Stift Rein, Jakob Zwigott, am 20. November 1709 wurde Mally nicht einmal zwei Monate später, am 10. Jänner 1710, zum Nachfolger Zwigotts gewählt. Am folgenden Tag wurde er von Generalvikar Gerhard Weixelberger vom Stift Heiligenkreuz und Abt Robert Lang vom Stift Neukloster infuliert. Während seiner 35-jährigen Amtszeit entwickelte sich Mally zum größten Bauherr in der Geschichte von Stift Rein und gab dem Kloster seine heutige barocke Gestalt.
Aufgrund der Übernahme einer hohen Schuldenlast von seinem Vorgänger dauerte es noch knapp zehn Jahre, ehe die romanische Basilika im Jahre 1738 bis auf wenige übrig gebliebene Reste abgetragen werden konnte. Gleich im Anschluss begann man mit dem Neubau, der im Jahre 1747, zwei Jahre nach Mallys Tod, abgeschlossen wurde. Noch am 19. August 1742 benedizierte Mally den Rohbau. Die Konsekration wurde, da Mally bereits verstorben und der Erzbischofsitz von Salzburg zu dieser Zeit vakant war, Mallys Nachfolger Marian Pittreich am 5. November 1747. Zeitlebens wurde Mally viermal als Abgeordneter in die Steirische Landmannschaft gewählt und wurde zweimal von den Ständen mit wichtigen Aufträgen an den Hof von Kaiser Karl VI. gesandt. Im Jahre 1717 wurde Mally unter anderem zum Generalvikar des Ordens für Kärnten und Krain gewählt.
Am 14. Februar 1745 starb Mally im Alter von 74 Jahren und wurde am Nachmittag des übernächsten Tages als erster Verstorbener in der neuen Gruft der Stiftskirche beigesetzt. Das Grabmal Mallys hat einen reich in Muschelart verzierten Rocailleornament-Rahmen. Es zeigt die von Johann Matthias Leitner gefertigte Figur einer sitzenden Fama-Allegorie, die sich an ein Reliefporträt des Abtes lehnt. Die übrigen Steinmetzarbeiten an diesem Grabmal stammen aus dem Jahr 1754 und wurden von Andreas Zailler getätigt. Von Mallys Nachfolger Marian Pittreich, der bis zu seinem Tod im Jahre 1771 rund 26 Jahre lang im Amt blieb, wurde in weiterer Folge die barocke Innenausstattung der Stiftskirche geleitet.